# Lunchbox (film)
(Tagline del film)
Lunchbox (Dabba) è un film del 2013 diretto da Ritesh Batra.
La sceneggiatura è stata completata al Torino Film Lab. Il film è stato presentato alla Settimana Internazionale della Critica al Festival di Cannes 2013 vincendo il Critics Week Viewers Choice Award e poi al Toronto International Film Festival. È uscito nelle sale indiane il 20 settembre 2013 e in Italia il 28 novembre 2013.
Lunchbox era stato dato per favorito come rappresentante dell'India nella categoria Miglior film straniero agli 86esimi Premi Oscar, anche grazie alla produzione in parte americana, ma è stato poi scartato in favore di The Good Road dalla Film Federation of India. La decisione è stata accompagnata da molte critiche, anche da parte della troupe e del cast.

## Trama
A Mumbai, ogni mattina, un'efficiente rete di fattorini consegna sui luoghi di lavoro i cestini da pranzo preparati dalle mogli dei lavoratori. Un giorno, a causa di una consegna sbagliata, la casalinga Ila Singh, abitante in un quartiere borghese indù, viene a contatto con Saajan Thomas, uomo solitario che vive in un vecchio quartiere cristiano, minacciato dai grattacieli di moderna costruzione. I due, senza conoscersi, iniziano una singolare corrispondenza attraverso i cestini da pranzo.

## I dabbawala
I dabbawala o dabbawalla (da "dabba", un tipico contenitore per il cibo da asporto, solitamente di acciaio, composto da più scodelle messe una sull'altra e tenute insieme da un gancio metallico, e "wala", fattorino) sono una comunità di circa 5.000 persone che ogni mattina, a Mumbai, raccolgono più di 200.000 pranzi fatti in casa o nei ristoranti appositi, per poi consegnarli ancora caldi ai lavoratori all'ora di pranzo. Entro le 2 del pomeriggio, poi, tutti i porta-pranzo sono raccolti e riportati ai mittenti.
I dabbawalla trasportano dai 30 ai 40 pasti (che raggiungono in media 70 kg) caricati su una lunga struttura in legno, consegnandoli in un raggio di 70 km. Si spostano a piedi, con biciclette, carretti, o in treno. La celebre università statunitense di Harvard ne ha studiato il funzionamento, stimando un margine di errore irrisorio: circa uno ogni 6 milioni di consegne.

## Critica
Il film ha ottenuto un buon riconoscimento da pubblico e critica; si è aggiudicato il punteggio di 7.8/10 sul sito IMDb.